# Гаррі Гопкінс
Гаррі Ллойд Гопкінс (англ. Harry Lloyd Hopkins; 17 серпня 1890, Су-Сіті, Айова — 29 січня 1946, Нью-Йорк) — американський державний і політичний діяч, Міністр в уряді Франкліна Рузвельта.

## Біографія
Гопкінс народився у небагатій родині, що постійно подорожувала Сполученими Штатами. 

Батько його, Девід Гопкінс, змінив безліч професій — він був лимарем, комівояжером, золотошукачем, крамарем і т.ін. Він був майстром гри у кеглі, з чого мав пристойний додатковий заробіток. Батько народився у Бангорі, штат Мен. Після Громадянської війни його сім'я переїхала на захід. Коли він був золотошукачем у Південній Дакоті, то познайомився там і одружився із Анною Пікетт, шкільною вчителькою. Родом вона була із Гамільтона, що у провінції Онтаріо в Канаді.
Мати виховувала дітей у суворих традиціях методистської церкви.
Освіту Гопкінс отримав у Гріннеллському коледжі (штат Айова).
Після закінчення коледжу працював в Нью-Йорку у різних благодійних організаціях. У 1913–1924 роках керує відділом в Асоціації щодо поліпшення умов життя бідних. У 1924–1932 — голова ради директорів Нью-Йоркської асоціації з питань туберкульозу та охорони здоров'я. З 1932 року очолює створену Франклін Д.Рузвельтом (тоді-губернатором Нью-Йорка) Тимчасову надзвичайну організацію допомоги (ТЕРА).

## Велика депресія
Після обрання Франкліна Д.Рузвельта президентом США був запрошений ним на роботу в Вашингтон. З 22 травня 1933 року Гопкінс очолював Федеральну надзвичайну організацію допомоги (Фера), що забезпечувала громадськими роботами в умовах кризи мільйони американців, внаслідок того, що безробіття під час світового кризи 1929–33 років досягла катастрофічних розмірів.
Згодом керує Адміністрацією із забезпечення роботою (ВПА). Програми, розробником і керівником яких був Гопкінс, з'явилися найбільшими в історії США програмами по створенню нових робочих місць і боротьби з бідністю. Так, між 1933 і 1938 роками під його керівництвом було створено 8 мільйонів робочих місць. З урахуванням членів сімей зайнятих на державних роботах, поліпшити внаслідок цього свої умови життя змогли від 25 до 30 мільйонів американців.
Згідно з проектам ВПА, під керівництвом Гопкінса, було побудовано 2500 шпиталів і лікарень, 125 110 громадських будівель, 124 031 мостів, 1000 аеродромів, прокладено і відремонтовано 1047823 кілометрів доріг. Задані роботи охоплювали найрізноманітніші галузі та обсяги — від згрібання листя у парках до модернізації баз ВМС. Гопкінс дотримувався лівих політичних поглядів, унаслідок чого неодноразово звинувачувався американськими консерваторами, в тому числі і з «рідної» Демократичної партії, в симпатії до комуністів.
З 1938 по 1940 Гопкінс займав посаду міністра торгівлі США. Він пішов у відставку з офіційних постів в 1940 році за станом здоров'я (ще в 1937 році йому була проведена операція з видалення частини шлунка внаслідок захворювання на рак). Тим не менше залишався в «штабі» Рузвельта його найближчим помічником, будучи одним з найвпливовіших людей «ери Рузвельта».

## Представник Президента
Гопкінс брав участь у розробці закону про ленд-ліз, а також у дипломатичних переговорах із союзниками після вступу США у Другу світову війну. Від липня 1941 року Гаррі Гопкінс, як представник американського уряду і особисто президента Рузвельта, неодноразово відвідував Москву, де вів переговори зі Сталіним, Молотовим та іншими радянськими керівниками.

Гаррі Гопкінс, Стівен ІрлІ та Чарльз Болен у Лівадійському палаці під час Кримської конференції, 1945

Вперше прибув до СРСР 30 липня 1941 для з'ясування позиції Москви з приводу необхідних військових поставок, а також для з'ясування намірів СРСР з приводу участі у війні. Доставлене Гопкінс послання американської адміністрації обіцяло підтримку США в постачанні озброєнь для Москви, а також пропозицію про скликання тристоронньої конференції (США, СРСР та Велика Британія), на якій би були обговорені позиції трьох сторін і театри воєнних дій. Для Сталіна головна мета полягала у відкритті другого фронту, але він підтримав пропозицію американської допомоги, в тому числі на радянсько-німецькому фронті.
Гопкінс дав позитивний звіт про переговори зі Сталіним, доповівши, що Радянський Союз готовий боротися до переможного кінця. 2 серпня 1941 між СРСР і США відбувся обмін нотами: Вашингтон заявив про готовність надати всіляке економічне сприяння СРСР. Проте підписання Атлантичної хартії між США і Великою Британією послабило впевненість СРСР в підтримці союзників, до того ж становище СРСР ставало все більш катастрофічним на Східному фронті.
Гопкінс — член американської делегації на конференціях в Касабланці, в Каїрі, Тегерані, Ялті та ін.

## Проект «Венона» і закиди в роботі на СРСР
На думку деяких дослідників, Гаррі Гопкінс згадується в таємних телеграмах або під кодовим ім'ям «19», або «Заступник».
Особа агента з кодом «19» остаточно не встановлена. На думку британського дослідника Найджела Веста, це був президент чехословацького уряду в еміграції Едвард Бенеш. Натомість, військовий історик Едуард Марк та американські дослідники Герберт Ромерштайн та Ерік Брейндель дійшли висновку, що це був помічник Рузвельта — Гаррі Гопкінс. Проте, на думку американських дослідників Джона Ерла Хейнес та Гарві Клєра, агентом «19» міг бути хтось зі складу британської делегації на Вашингтонську конференцію 1943 року. Понад те, вони стверджують про відсутність будь-яких свідчень в інших архівах того, що Гопкінс був таємним агентом, а уривок повідомлення про агента «19» не називає його шпигуном. Однак, архівіст КДБ і перебіжчик Василь Мітрохін стверджував, що Гопкінс був радянським агентом. За словами перебіжчика з КДБ Олега Гордієвського резидент КДБ Ісхак Ахмеров називав Гопкінса «найважливішим серед всіх радянських агентів у Сполучених Штатах часів Війни.» Майор Джордж Рейсі Джордан, спираючись на спостереження за роллю Гопкінса в проекті «Ленд-Ліз» називає його шпигуном